# Resolución de pantalla
La resolución de pantalla es el número de píxeles que es capaz de mostrar una pantalla. La resolución se calcula multiplicando el número de filas y columnas de píxeles. Como norma general una mayor resolución indica una mayor capacidad de mostrar detalles, aunque hay una dependencia con la distancia de visualización y/o la capacidad de la visión del espectador que limita esta capacidad a partir de la cual no se aprecian diferencias. De ahí la importancia de tener en cuenta la distancia de visionado a la hora de elegir una pantalla adecuada.
Existen distintas escalas de resolución, entre las más comunes se encuentran: SD (480p), (540p), HD o High Definition (720p), Full HD (1080p), Quad HD (1440p), Ultra HD (2160p) y Full UHD (4320p).
La relación de aspecto de una pantalla, es decir, la relación de proporción entre la anchura y la altura, se obtiene realizando la división del número de columnas (anchura) entre el número de filas (altura), y no afecta la resolución de pantalla.

## Resolución horizontal y resolución vertical
La  definición de pantalla  es la capacidad que tiene un sistema por unidad de longitud dada una dirección. Se suele hablar de  resolución horizontal  (número de líneas horizontales) y  resolución vertical  (número de líneas verticales).
La resolución del aparato  se mide generalmente en ciclos por ancho de imagen (CPW) o en ciclos por altura de imagen (cph). En el caso de TV la definición vertical se suele medir en líneas (donde una línea equivale aproximadamente a un ciclo).
En televisión la definición vertical (Dv) depende del factor de Kell y se calcula como:
{\displaystyle D_{V}=k{\frac {N_{V}}{2}}(cph)}
Mientras que la definición horizontal depende del tiempo de línea y del ancho de banda:
{\displaystyle D_{H}=T_{EN}\cdot BW(CPW)}
Si se requiere tener la misma definición vertical y horizontal, es decir para conseguir píxeles cuadrados, se debe cumplir {\displaystyle D_{H}(cm^{-1})=D_{V}(cm^{-1})}. Por ejemplo para una relación de aspecto 4:3, para conseguir que ambos definiciones (vertical y horizontal) sean iguales se debe cumplir que {\displaystyle {\frac {D_{H}}{D_{V}}}={\frac {4}{3}}}.

## Ejemplos de resoluciones

### Resoluciones en teledifusión digital

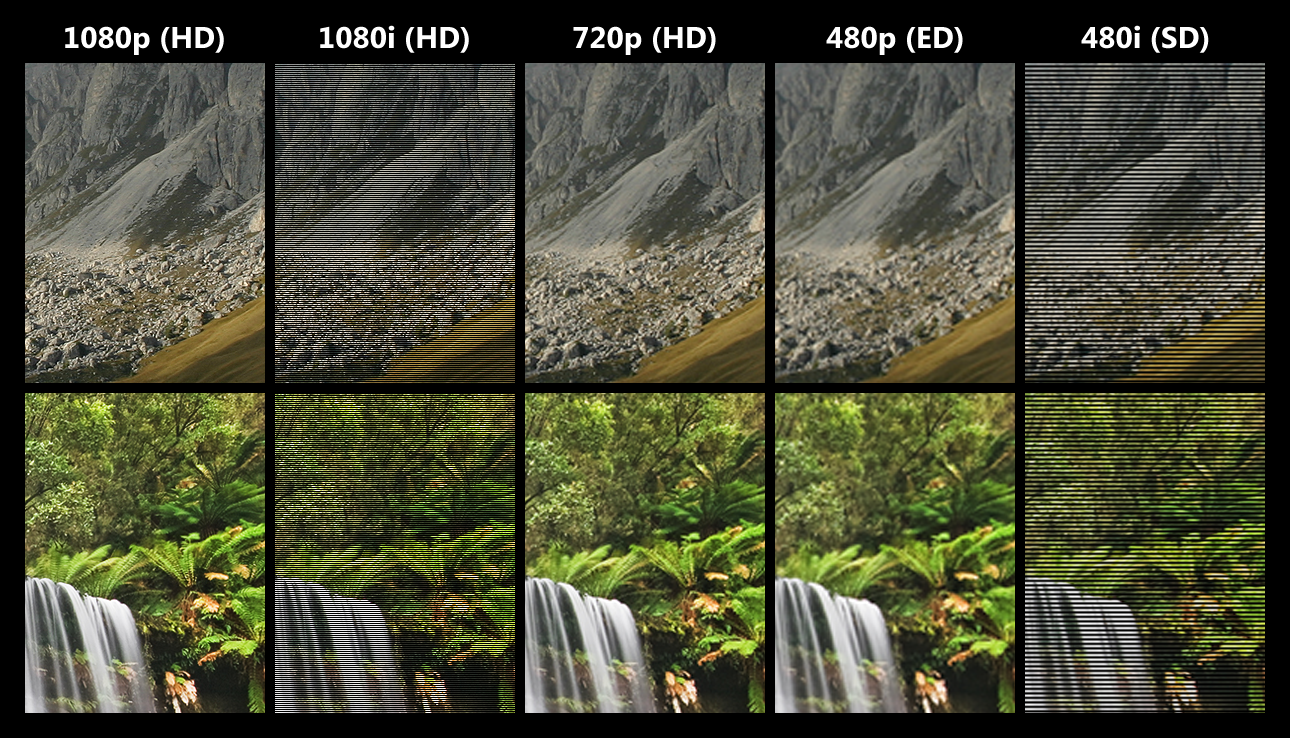
Diferentes tipos de resolución de pantalla.

Con la aparición de la computadora digital han aparecido nuevos aparatos transustanciales a la resolución que contribuyen a definir mejor el sistema. La resolución espacial queda definida por el producto de las líneas activas por cuadro por los píxeles activos por línea. Para una imagen de televisión de alta definición (HDTV) de 1080 líneas activas y 1920 píxeles por línea la resolución espacial será de 2.073.600 píxeles. Ahora bien, si la imagen es de exploración entrelazada, teniendo en cuenta un factor de Kell de 0,7, la resolución espacial que percibirá el espectador será de 1.451.520 píxeles. Para una imagen de HDTV de 720 líneas activas y 1280 píxeles por línea, la resolución espacial será de 921.600 píxeles. Si esta imagen se explora en modo progresivo la resolución que se percibirá, tomando un factor de Kell de 0,9 será de 829.440 píxeles. Esto significa que la imagen de HDTV de 1.451.520 píxeles ofrece una resolución espacial superior al 75 % en comparación con una imagen de HDTV de 829.400 píxeles. 
En televisión digital también hay que tener en consideración la resolución temporal, un término que no existe en fotografía ya que se visualizan imágenes estáticas, es decir, detenidas en tiempo. La resolución temporal es la capacidad de resolver imágenes en movimiento dando una sensación de movimiento continuo. Un estándar tiene mayor resolución temporal cuando mayor sea su frecuencia de exploración. Así por ejemplo, un estándar explorado a 120 cuadros por segundo tiene más resolución temporal que uno de 60 cuadros por segundo.

### Resolución informática
La industria informática, a diferencia de la industria teledifusora, se apoya en sistemas cerrados, donde cada fabricante diseña el sistema que mejor se adapta a sus necesidades técnicas y económicas. Por esta circunstancia se ha desarrollado una gran diversidad de sistemas. Además, la industria informática, que se apoya en sistemas digitales, utiliza el término de resolución vertical para definir el número de líneas activas y el término de resolución horizontal para el número de elementos básicos (píxeles por línea). En la tabla siguiente se muestran las características básicas de diferentes tarjetas gráficas.
| Parámetro             | VGA       | SVGA   | XGA      | XVGA      |
| --------------------- | --------- | ------ | -------- | --------- |
| Relación de aspecto   | 4:3       | 4:3    | 4:3      | 5:4       |
| Resolución horizontal | 640       | 800    | 1024     | 1280      |
| N. de líneas activas  | 480       | 600    | 768      | 1024      |
| Resolución vertical   | 480       | 600    | 768      | 1024      |
| N. de líneas totales  | 525       | 666    | 806      | 1068      |
| Ancho de banda (BW)   | 15,75 MHz | 25 MHz | 37,5 MHz | 63,24 MHz |

Se puede apreciar que la resolución espacial, teniendo en consideración la relación de aspecto, es idéntica, tanto en sentido horizontal como en vertical. Todas las imágenes informáticas son de resolución progresiva y en estas condiciones el factor de Kell es de 0,9. Por lo tanto, para una imagen XGA la resolución vertical que percibe el espectador es de 0,9768, es decir, 691,2 líneas (690 líneas aproximadamente). Por lo tanto, si este espectador la compara con una buena imagen PAL (400 líneas) aprecia una notable diferencia, ya que la imagen XGA ofrece una resolución de un 72,5 % superior a la imagen PAL.

## Tabla general
| Estándar   | Resolución | Escala       | Escala normalizada | Píxeles   |
| ---------- | ---------- | ------------ | ------------------ | --------- |
| CGA        | 320×200    | 16:10        | 1,6:1              | 64 kpx    |
| QVGA       | 320×240    | 4:3          | 1,33:1             | 77 kpx    |
| EGA        | 640×350    | aprox. 11:6  | 1,83:1             | 224 kpx   |
| MCGA o VGA | 640×480    | 4:3          | 1,33:1             | 307 kpx   |
| HGC        | 720×348    | 60:29        | 2,07:1             | 251 kpx   |
| MDA        | 720×350    | 72:35        | 2,06:1             | 252 kpx   |
| SVGA       | 800x600    | 4:3          | 1,33:1             | 480 kpx   |
| WVGA       | 850×480    | 16:9         | 1,78:1             | 409 kpx   |
| XGA        | 1024×768   | 4:3          | 1,33:1             | 786 kpx   |
| XGA+       | 1152×864   | 4:3          | 1,33:1             | 995 kpx   |
| HD         | 1280x720   | 16:9         | 1,78:1             | 921 kpx   |
| WXGA       | 1280×768   | 15:9 o 16:10 | 1,67:1             | 983 kpx   |
| SXGA       | 1280×1024  | 5:4          | 1.25:1             | 989 kpx   |
| WXGA       | 1360×768   | 85:48        | 1,77:1             | 1044 kpx  |
| WXGA       | 1366×768   | aprox. 16:9  | 1,78:1             | 1049 kpx  |
| WXGA       | 1280×800   | 16:10        | 1,6:1              | 1 Mpx     |
| WXGA+      | 1440×900   | 16:10        | 1,6:1              | 1,2 Mpx   |
| SXGA       | 1280×1024  | 5:4          | 1,25:1             | 1,3 Mpx   |
| HD+        | 1600x900   | 16:9         | 1,78:1             | 1.44 Mpx  |
| WSXGA+     | 1680×1050  | 16:10        | 1,6:1              | 1,76 Mpx  |
| UXGA       | 1600×1200  | 4:3          | 1,33:1             | 1,9 Mpx   |
| Full HD    | 1920×1080  | 16:9         | 1,78:1             | 2 Mpx     |
| WUXGA      | 1920×1200  | 16:10        | 1,6:1              | 2,3 Mpx   |
| QXGA       | 2048×1536  | 4:3          | 1,33:1             | 3,15 Mpx  |
| QHD        | 2560×1440  | 16:9         | 1,78:1             | 3,6 Mpx   |
| WQXGA      | 2560×1600  | 16:10        | 1,6:1              | 4,1 Mpx   |
| QSXGA      | 2560×2048  | 5:4          | 1,25:1             | 5,2 Mpx   |
| WQSXGA     | 3200×2048  | 25:16        | 1,56:1             | 6,6 Mpx   |
| QUXGA      | 3200×2400  | 4:3          | 1,33:1             | 7,7 Mpx   |
| WQUXGA     | 3840×2400  | 16:10        | 1,6:1              | 9,2 Mpx   |
| 4K UHDV    | 3840×2160  | 16:9         | 1,78:1             | 8,3 Mpx   |
| 4K Cinema  | 4096×2160  | 17:9         | 1,80:1             | 8,8 Mpx   |
| 5K         | 5120×2880  | 16:9         | 1,78:1             | 14,75 Mpx |
| HSXGA      | 5120×4096  | 5:4          | 1,25:1             | 21 Mpx    |
| WHSXGA     | 6400×4096  | 25:16        | 1,56:1             | 26 Mpx    |
| HUXGA      | 6400×4800  | 4:3          | 1,33:1             | 31 Mpx    |
| WHUXGA     | 7680×4800  | 16:10        | 1,6:1              | 36 Mpx    |